# Eddy Beugels
Eddy Beugels (Sittard, 19 maart 1944 – Maastricht, 12 januari 2018) was een Nederlands wielrenner.

## Loopbaan
Beugels was beroepsrenner tussen 1967 en 1970. Als amateur won hij in 1965 een etappe in Olympia’s Tour en in 1966 de Ronde van Noord-Holland en de Omloop van de Baronie. Ook won hij in 1966 de zilveren medaille bij het Wereldkampioenschap op de weg op het nummer 100 km ploegentijdrit, samen met Tiemen Groen, Rini Wagtmans en Harrie Steevens. Deze ploeg liep de gouden medaille mis door materiaalpech van Beugels en Wagtmans, waardoor op beide renners moest worden gewacht. De Deense ploeg won met een voorsprong van 24 seconden op Nederland.
Als profwielrenner behaalde hij zijn grootste succes in 1968 door het winnen van de klassieker Rund um den Henninger-Turm vóór de Belgen Van Sweefelt en Van Springel. Hij was hiermee de eerste Nederlander die deze wedstrijd won.
In hetzelfde jaar won hij ook de Ronde van Wallonië.
In 1969 werd hij tweede in de klassieker Kampioenschap van Zürich waarin hij in de eindsprint werd verslagen door zijn medevluchter, de Belg Roger Swerts.
Hij nam driemaal deel aan de Ronde van Frankrijk. In 1968 maakte hij deel uit van de Nederlandse ploeg die Jan Janssen aan de eindoverwinning hielp. Hij was een van de vier renners (Janssen, Beugels, Dolman, Den Hartog), van deze ploeg die deze ronde uitreed. In 1969 reed hij de Tour in dienst van Raymond Poulidor die uiteindelijk derde werd in de eindrangschikking. Zijn beste dagsucces in deze ronde was een 2e plaats in de 14e etappe achter Joaquim Agostinho. In 1970 reed hij in dienst van Joop Zoetemelk die tweede werd achter Eddy Merckx. Zijn beste dagsucces was nu een derde plaats in het eerste deel van de 20e etappe.

## Privéleven
Na zijn wielerloopbaan was Beugels onder andere actief als voorzitter van de rennersvakbond AICPRO. Hij schreef een boekje over "Sponsoring van de wielersport" met richtlijnen voor de organisatie van een beroepswielerploeg. Op 42-jarige leeftijd studeerde hij af als meester in de rechten (jurist), maar hij legde zich toe op zijn passie kunst. Beugels dreef jarenlang een succesvolle galerie in Maastricht.
Beugels leed aan de ziekte van Alzheimer. Hij verbleef in Grubbeveld, een centrum in Maastricht voor jong dementerenden. Zijn naam wordt door het Alzheimercentrum Limburg gebruikt om aandacht te vragen voor de strijd tegen de ziekte van Alzheimer waarvoor hij symbool staat. Beugels overleed in 2018 op 73-jarige leeftijd.

## Belangrijkste overwinningen
1965
4e etappe Olympia's Tour
1966
Ronde van Noord-Holland
1968
GP van Wallonië
Rund um den Henninger-Turm
1970
2e etappe Ronde van Zwitserland

## Resultaten in voornaamste wedstrijden
| Jaar | Ronde van Italië | Ronde van Frankrijk | Ronde van Spanje |
| ---- | ---------------- | ------------------- | ---------------- |
| 1967 |                  |                     | opgave           |
| 1968 |                  | 55e                 |                  |
| 1969 |                  | 83e                 |                  |
| 1970 |                  | 81e                 |                  |

| Jaar | Parijs-Roubaix | Amstel Gold Race | Luik-Bast.‑Luik | Brabantse Pijl | Rund um den Henninger-Turm | Kuurne-Brussel-Kuurne |
| ---- | -------------- | ---------------- | --------------- | -------------- | -------------------------- | --------------------- |
| 1967 | 52e            | 6e               |                 |                |                            | 4e                    |
| 1968 |                | 9e               | 23e             | Brons          | Goud                       |                       |
| 1969 |                | 21e              | 23e             |                |                            |                       |
| 1970 |                |                  |                 |                |                            |                       |

## Ploegen
- 1967 –  Mercier-BP-Hutchinson
- 1968 –  Mercier-BP-Hutchinson
- 1969 –  Mercier-BP-Hutchinson
- 1970 –  Flandria-Mars